# Sōjōbō

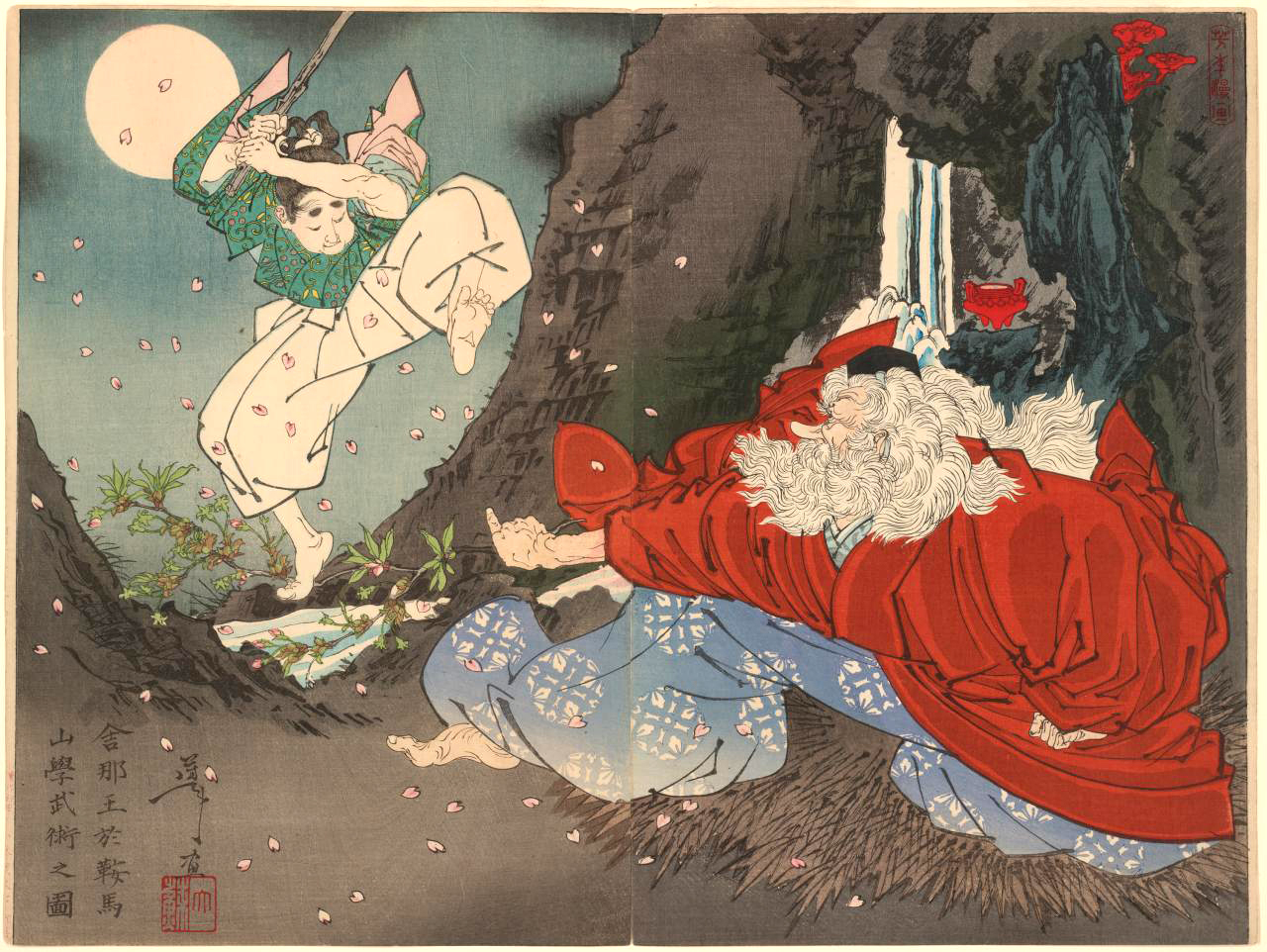
Sōjōbō (a destra) raffigurato mentre impartisce lezioni di spada a Minamoto no Yoshitsune, in una stampa del 1897 ad opera di Yoshitoshi

Nel folclore e nella mitologia giapponese, Sōjōbō (僧正坊?) è il sovrano che governa i vari regni dei tengu stanziati sul monte Kurama.

## Caratteristiche
Generalmente raffigurato come un anziano eremita dai lunghi capelli bianchi e dal naso (o becco) straordinariamente lungo, Sōjōbō è solito portare con sé un ventaglio fatto di sette piume, simbolo della sua posizione di vertice all'interno della comunità tengu, divinità minori che vivono nelle montagne o nelle foreste giapponesi.

## Leggenda
Noto per la sua straordinaria forza, secondo la leggenda avrebbe insegnato a Minamoto no Yoshitsune l'uso della spada, oltre ad avergli tramandato le sue conoscenze sulla magia. In alcuni villaggi giapponesi, la sua figura viene utilizzata come spauracchio per i bambini che si avventurano di notte da soli nelle foreste.